# Сосновський Василь Йосипович
Сосновський Василь Йосипович (*23 вересня 1836, Ромни — †1907, Полтава) — державний діяч Російської імперії, Смоленський губернатор. В Україні — Полтавський, Харківський віце-губернатор. Розробник санітарних норм праці на промислових підприємствах.

## Біографія
Закінчив курс в університеті Святого Володимира зі ступенем лікаря і вступив на службу в 1858 році молодшим окружним лікарем Полтавського і Костянтинівського округу. У 1862 році призначений Харківським окружним начальником, в наступному році призначений чиновником особливих доручень для спостереження за порядком в волостях Полтавської губернії. У тому ж році одружився з Оленою Помпеївною Магеровською, дочкою полтавського поміщика, який дав їй придане — 350 десятин першокласного чорнозему. У 1866 році призначений молодшим діловодом в канцелярію установчого комітету в Царство Польське. Потім призначений комісаром Варшавської комісії з селянських справ, в 1870 році призначений старшим діловодом канцелярії установчого комітету.
У 1871 році призначений діловодом тимчасової комісії з селянських справ в губерніях Царства Польського. У 1878 році призначений віце-губернатором Полтавської губернії, а через два роки переміщений на ту ж посаду в Харківську губернію. 17 березня 1886 року наказом Міністра внутрішніх справ призначений Смоленським губернатором. 26 квітня в резиденції губернатора Харківської губернії в честь Сосновського було дано обід — так керівництво попрощалося з ним в зв'язку з його переведенням на посаду губернатора Смоленщини. Разом з Василем Йосиповичем до нового місця служби переїхали дружина та діти — Іван, Катерина, Олена. За короткий час він швидко увійшов до кола звичних обов'язків, освоївся з новою губернією, якою керував довгі роки. На посту Смоленського губернатора Василь Йосипович пробув 16 років (1886-1902 роки) більше, ніж будь-хто з його попередників. За той час, поки він керував, в розвитку Смоленщини відбулися істотні зміни. Хоча і повільними темпами, але розвивалася промисловість. Вступила в дію катушечна фабрика Гергард, будувалися цегельні, скляні, лісопильні заводи, підприємства з переробки сільськогосподарської продукції (винокурні, сироварні, олійниці та інші).
Певний поштовх у розвитку економіки Смоленщини стався в зв'язку з будівництвом залізниць. До двох залізничних ліній, що перетинають Смоленськ (Рига — Орел, Москва — Брест), в 1899 році додалася Рязано-Уральська. Для обслуговування залізниць, ремонту рухомого складу, колійного господарства будувалися відповідні майстерні. Прокладалися нові шосейні дороги, ремонтувалися старі, будувалися нові мости через річки. Василь Йосипович був почесним членом Смоленської місцевої управи Російського товариства Червоного Хреста і почесним членом Смоленського Піклування про народну тверезість. При ньому в Смоленській губернії було проведено перше обстеження заводів з метою виявлення шкідливих для здоров'я робочих впливів виробництва і вироблення згодом «обов'язкових постанов» для фабрикантів. В ході перевірки було оглянуто 112 підприємств губернії, на яких значилося близько 7500 чоловік. Умови праці в приміщеннях були «антисанітарними»: недостатнє освітлення і огорожа механізмів, нерівномірна температура, відсутність вентиляції, медичної допомоги та інше. Все це «сусідувало» з низькою заробітною платою і низьким рівнем грамотності робітників, а також з вкрай поганими побутовими умовами. За його ініціативи був посаджений сад, який отримав назву «Сосновський». У 1901 році міська дума «за турботи по влаштуванню залізного моста через річку Дніпро, організацію громадської благодійності та праці щодо забезпечення найбіднішого населення лікарською допомогою» присвоїла Василю Йосиповичу Сосновському звання почесного громадянина Смоленська. З лютого 1901 року Василь Йосипович член ради Міністерства внутрішніх справ.
Смерть Василя Йосиповича в 1907 році не є достовірним фактом. З невідомих поки причин, для обивателів міста Смоленська вона була представлена як смерть від хвороби під час поїздки на батьківщину до Полтавської губернії. Ні місце смерті Сосновського, ні час, ні обставина смерті історично не підтверджені і навіть не відомі. За збереженими даними Василь Йосипович Сосновський проживав в 1913 році в Санкт-Петербурзі на Васильєвському острові лінія 8 будинок 19.

## Нагороди
- Орден Святого Станіслава I ступеня;
- Орден Святої Анни I ступеня;
- Орден Святого Володимира II ступеня[1];
- Орден Білого Орла;
- Найвища подяка «за відмінне управління губернією» (8 лютого 1901 року);
- Медаль за праці по влаштуванню селян в Царстві Польському;
- Медаль в пам'ять імператора Олександра III;
- Медаль в пам'ять коронації 1896 року медаль за перепис населення 1897 року, знак Червоного Хреста, відзнаку, заснований 24 листопада 1866 роцу.